# Buggingen
Buggingen es un municipio en el suroeste de Baden-Württemberg cerca de Müllheim. Consiste de Buggingen y de Seefelden con Betberg.
|               |
| Ayuntamiento. |

|                                                              |
| Escombrera de la mina de potasio que fue abandonada en 1973. |

## Religión
|                      |
| Iglesia protestante. |

|                                  |
| Altar de la iglesia protestante. |

|                   |
| Iglesia católica. |

|           |
| Mezquita. |